# Jakubovany, Liptovský Mikuláš
Jakubovany este o comună slovacă, aflată în districtul Liptovský Mikuláš din regiunea Žilina. Localitatea se află la altitudinea de 709 m deasupra n.m., se întinde pe o suprafață de 9,11 km2 și în 2017 număra 366 de locuitori.

## Istoric
Localitatea Jakubovany este atestată documentar din 1352.

## Demografie
| An:                | 1994 | 2004    | 2014   | 2024   |
| ------------------ | ---- | ------- | ------ | ------ |
| Număr de persoane: | 534  | 425     | 402    | 366    |
| Diferență:         |      | −20,41% | −5,41% | −8,95% |

| An:                | 2023 | 2024 |
| ------------------ | ---- | ---- |
| Număr de persoane: | 366  | 366  |
| Diferență:         |      | +0%  |